# Jacobo Oreyro y Villavicencio

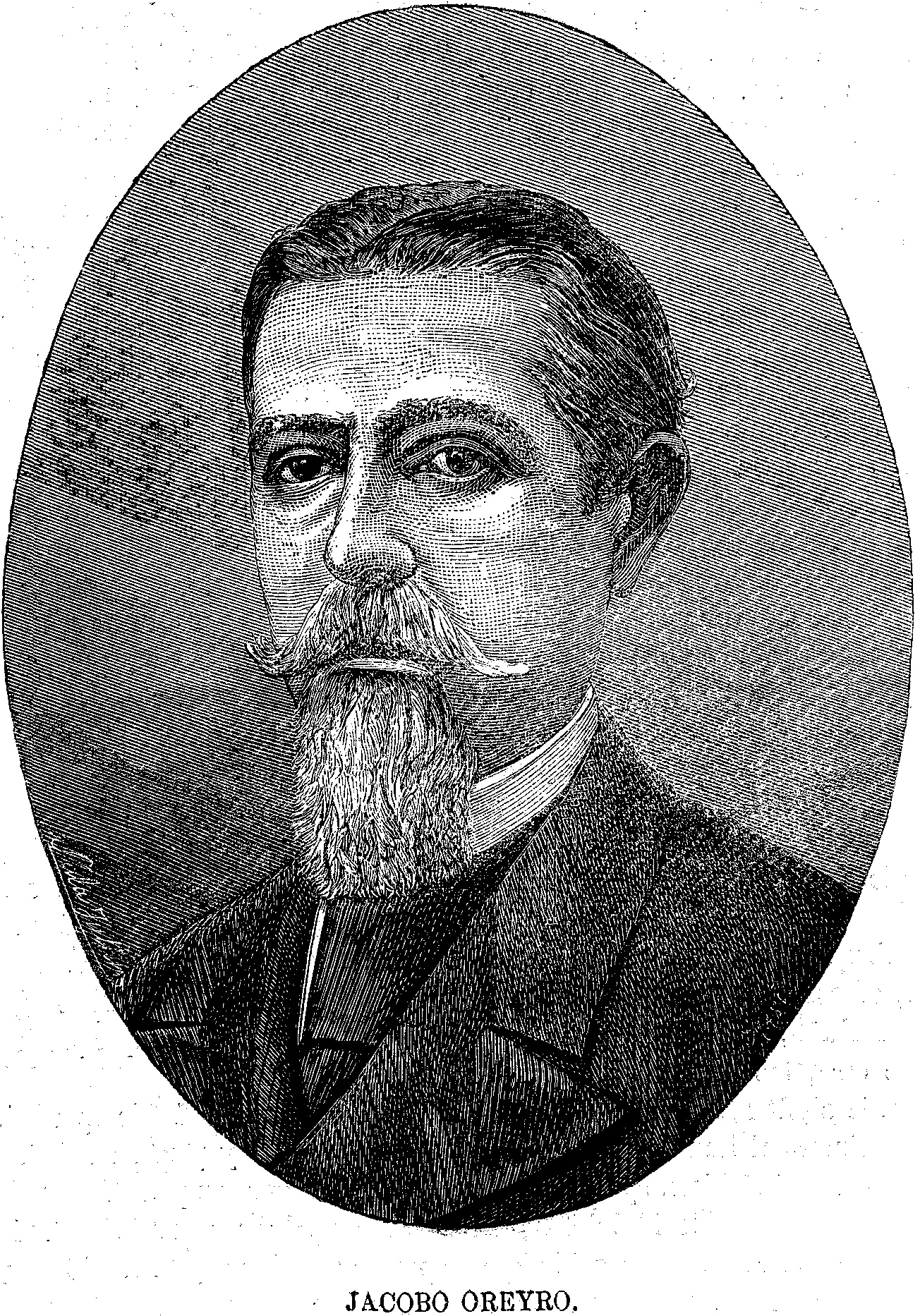
Jacobo Oreyro. Grabado de La Ilustración Popular, agosto de 1873.

Jacobo Oreyro y Villavicencio (San Fernando, 1822-Cádiz, 1881) fue un marino español.

## Biografía
Nacido en 1822 en la localidad gaditana de San Fernando, fue ascendido a contraalmirante en 1871, tras proclamarse la Primera República española fue nombrado ministro de Marina por dos veces en un mismo año, intentando poner orden en el caótico estado de la Armada española en aquel tiempo en el que tuvo que hacer frente a la Revolución Cantonal, fortaleciendo la resistencia del Arsenal de la Carraca.
Procesado al producirse la Restauración, su causa fue sobreseída. Masón, fue Soberano Gran Comendador entre 1878 y 1880 del Supremo Consejo del Grado 33 para España del Rito Escocés Antiguo y Aceptado. Falleció en 1881 en Cádiz.